# Винтроп (Масачусетс)
Винтроп (енгл. Winthrop) град је у америчкој савезној држави Масачусетс. По попису становништва из 2010. у њему је живело 17.497 становника.

## Демографија
Према попису становништва из 2010. у граду је живело 17.497 становника.
| Група             | 2000.  | 2010.          |
| Белци             | . (.%) | 15.486 (88,5%) |
| Афроамериканци    | . (.%) | 351 (2,0%)     |
| Азијати           | . (.%) | 212 (1,2%)     |
| Хиспаноамериканци | . (.%) | 1.066 (6,1%)   |
| Укупно            | .      | 17.497         |